# Đại học Bournemouth
Đại học Bournemouth là một trường đại học ở xung quanh thị xã ven biển miền nam Bournemouth, Anh Quốc (dù các khu trường sở chính thực tế nằm ở Poole lân cận). Trường có các trường và khoa thành viên, bao gồm: Trường Y khoa và Chăm sóc Xã hội, Trường Quản lý Dịch vụ, Trường Kinh doanh, Trường Thiết kế, Kỹ thuật công trình, Máy tính và Trường Truyền thông (Media), recognised as the only Centre for Excellence in Media Practice. Năm 2009, trường đại học này sẽ có khách sạn 4 sao phục vụ cho giảng dạy nằm trong Trường Quản lý Dịch vụ, và đây là trường đầu tiên có kiểu khách sạn như thế này ở Anh Quốc.
Trường có nhiều nhóm nghiên cứu bao gồm Nhóm Nghiên cứu Thị trường. Trường có khẩu hiệu Discere Mutari Est (Học là thay đổi).

## Lịch sử
- Bournemouth Municipal College
- Thập niên 1970 là Cao đẳng Công nghệ Bournemouth
- Thập niên 1970 Viện đào tạo Đại học Dorset
- 1990 Trường Bách khoa Bournemouth
- 27 tháng 11 năm 1992 Đại học Bournemouth

## Các khu trường sở
Đại học Bournemouth có hai khu trường sở: Talbot và Lansdowne.
- Talbot: nằm ở Poole, ở giáp giới với Bournemouth. Đây là nơi có tòa nhà chính, bao gồm cả thư viện chính và hội sinh viên.
- Lansdowne: nằm ngay ngoài trung tâm thị xã Bournemouth, với các tòa nhà của trường nằm dọc theo đường Christchurch.